# Famille de Hennin de Boussu Walcourt
Ne doit pas être confondu avec Maison de Hénin-Liétard.
Pour les articles homonymes, voir Henin et Boussu (homonymie).
Cette page explique l’histoire ou répertorie les différents membres de la famille Famille de Hennin de Boussu Walcourt.
La famille de Hennin de Boussu Walcourt olim Dehennin, de Hennin, autorisée en 1895 à ajouter à son patronyme le nom « de Boussu Walcourt », est une famille de la noblesse belge originaire de Cambrai, qui obtint en Belgique une concession de noblesse en 1932, puis une admission dans la noblesse en 1958 et deux reconnaissances de noblesse en 1983 et 1984.
Selon un ouvrage de Félix-Victor Goethals (1857), cette famille est issue de l'ancienne Maison de Haynin,  plusieurs généalogistes émettent des réserves sur ce rattachement.

## Historique
En 1857, Félix-Victor Goethals rédige une généalogie de la maison de Haynin dans laquelle il donne la famille subsistante de Hennin de Boussu Walcourt (olim de Hennin) comme  un rameau de la maison de Haynin.
Selon Félix-Victor Goethals, ce rameau "Hennin de Boussu" a pour auteur Jacques de Hennin, marié en 1645 à Anne Le Caron.

## Généalogie

### Ascendance de Jacques de Hennin époux d'Anne Le Caron
Les généalogistes anciens, comme François Alexandre Aubert de La Chesnaye Desbois, Nicolas Viton de Saint-Allais, Félix-Victor Goethals et Jean de Pitpan de Montauban, tout comme les généalogistes contemporains Thierry de Hennin de Boussu Walcourt et  Pierre Sage, s'accordent pour rattacher le rameau "Hennin de Boussu" à Colart de Hennin fils puîné d'Innocent de Hennin, appartenant à la branche cadette du Cornet de la maison de Haynin.
Des généalogistes contemporains, comme Frédéric Collon, le collectif de généalogistes Blaise d'Ostende-à-Arlon ou encore Jean-François Houtart, ce dernier toutefois très souvent contesté, émettent des réserves ou rejettent ce rattachement de la famille de Hennin de Boussu Walcourt à la maison de Haynin. 
Les différents points de vue sont détaillés dans l'article Maison de Haynin. 

### Descendance de Jacques de Hennin époux d'Anne Le Caron
Dans un acte de dénombrement du 7 août 1754, Pierre-Joseph de Hennin (1687-ca 1776), bourgeois et rentier de Cambrai, greffier du chapitre métropolitain, fils d'honorable Jacques de Hennin, échevin de la ville de Cambrai (†1737) et de Marguerite-Alphonsine Bourdon, établit son ascendance jusqu'à Jacques de Hennin, son grand-père, marié en 1645 à Anne Le Caron.
Son fils, honorable homme Prosper Dehennin (1720-1804), licencié en droit et échevin de Cambrai, épousa le 26 septembre 1775 Philippine Desmanet, dame et héritière de la seigneurie de Boussu-lez-Walcourt. Par ce mariage, Prosper devint seigneur de Boussu-lez-Walcourt où il se fixa. Cette seigneurie était l'une des cinq formant la principauté de Barbençon. Au titre de sa femme, Prosper de Hennin en fit le relief et le dénombrement en 1774. 
Dans son acte de baptême le 24 janvier 1720 (paroisse Saint Gangulphe de Cambrai) Prosper de Hennin est désigné « fils légitime du sieur Pierre de Hennin et de damoiselle Marie Catherine Dupuis », mais ni lui ni son père ne portent de qualifications nobiliaires (noble homme, écuyer etc.).
Prosper de Hennin est l'ancêtre de tous les membres de la branche qui fit modifier son nom en de Hennin de Boussu Walcourt en 1895.

## Armes

### Armes anciennes (1932 - 1958)
Le diplôme de concession de noblesse daté du 3 décembre 1932 affiche des armes qui se blasonnent :
« De sable, à la croix d'argent, au chef d'or chargé d'un lion contourné issant de gueules, tenant de la patte dextre une épée d'argent garnie d'or. L'écu surmonté, pour le titulaire, d'une couronne de Baron, et tenu par deux Chevaliers de carnation, armés de toutes pièces, la visière levée, tenant chacun une épée abaissée d'argent garnie d'or. L'écu sommé, pour les autres descendants, d'un heaume d'argent, couronné, grillé, colleté et liseré d'or, doublé et attaché de gueules, aux lambrequins de sable et d'or. Cimier : un dextrochère armé d'argent, tenant une épée du même garnie d'or ». Devise : « PRO CRUCE ET REGE ARDENS », de sable sur un listel d'or.
Le patronyme est orthographié sur ce diplôme : "de Hennin de Boussu-Walcourt". L'adjonction du nom de Boussu-Walcourt antérieure à cette concession de noblesse fut autorisée par arrêté royal daté du 24 juin 1895.

### Armes modernes (depuis 1958)

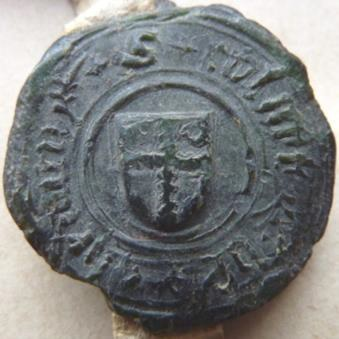
Sceau de Colart de Hennin

Le diplôme de concession de noblesse daté du 31 janvier 1958 affiche des armes qui se blasonnent :
« D'or, à la croix engrêlée, accompagnée au premier canton d'un croissant, le tout de gueules. Heaume d'argent couronné. Lambrequins : de gueules et d'or. Cimier : le croissant de l'écu entre un vol à l'antique, à dextre d'or, à senestre de gueules ». Devise : « Plutôt mourir que changer Hennin. », d'or sur un listel de gueules. En outre, pour le titulaire, couronne de baron, et supports : « deux griffons d'or, armés et langués de gueules ».
Les armes modernes reprennent l'écu des armes de Colart de Hennin, fils puîné d'Innocent de Hennin : « d'or, à la croix engrêlée, accompagnée au premier canton d'un croissant, le tout de gueules » (le rameau dit "Hennin de Boussu", cité par Félix-Victor Goethals, d'où est issue la famille de Hennin de Boussu Walcourt, descend de Colart de Hennin fils puîné d'Innocent de Hennin).

## Preuves de noblesse

### Concession
- 3 décembre 1932 : concession de noblesse et du titre de baron transmissible à la primogéniture mâle en faveur de Raoul-Léon-Camille-Joseph de Hennin de Boussu-Walcourt[19] (1879-1965).

### Admissions
- 11 avril 1960 : admission dans la noblesse belge de Jean-Prosper-Auguste-Ghislain-Marie-Joseph de Hennin de Boussu Walcourt (1909-1979), écuyer (branche aînée)[1] ;
- 11 octobre 1967 : admission dans la noblesse belge de Maurice-Raoul-Louis-Marie-Joseph-Ghislain de Hennin de Boussu Walcourt (1934-), écuyer (neveu du précédent)[1] ;
- 31 janvier 1958 : admission dans la noblesse belge de Thierry-Maurice-Joseph-Marie-Ghislain de Hennin de Boussu Walcourt (1920-2002), écuyer (oncle du précédent)[1] ;
- 31 janvier 1958 : conversion de la concession de noblesse reçue le 3 décembre 1932 en admission avec modification d'armoiries par voie de reconnaissance en faveur de Raoul-Léon-Camille-Joseph de Hennin de Boussu Walcourt (1879-1965), baron (cousin au septième degré du précédent)[1] ;
- 31 janvier 1958 : admission dans la noblesse belge d'Étienne-Guy-Germaine-Joseph-Marie-Ghislain de Hennin de Boussu Walcourt (1921-2001), écuyer (cousin au cinquième degré du précédent)[1] ;
- 31 janvier 1958 : admission dans la noblesse belge d'Yves-Louise-Arnold-Marie-Joseph-Ghislain de Hennin de Boussu Walcourt (1924-), écuyer (frère du précédent)[1].

### Reconnaissances
- Reconnaissances de noblesse en 1983 et 1984[2].

## Personnalités
- Prosper Dehennin (1720-1804), licencié en droit et échevin de Cambrai.
- Baron Raoul Léon Camille Joseph de Hennin de Boussu Walcourt, lieutenant général e.r., aide de camp honoraire de LL. MM. le roi Albert Ier, le roi Léopold III et le roi Baudouin, grand officier de l'ordre de Léopold et de l'ordre de la Couronne, officier de l'ordre Léopold II avec glaives, croix de guerre 1914-1918 et 1940-1945, croix du Feu.
- Claude de Hennin de Boussu Walcourt, écuyer, consul honoraire de Belgique à Malaga.
- Major Richard de Hennin de Boussu Walcourt, écuyer, officier d'artillerie à Cheval.
- Yves de Hennin de Boussu Walcourt, écuyer, administrateur de sociétés, commandeur de l'ordre de Léopold II, chevalier de l'ordre de Léopold, officier de la Légion d'honneur, vice-président honoraire et conseiller général du Cercle Royal Gaulois Artistique et Littéraire, secrétaire général de la société de la Légion d'honneur Belgique.
- Philippe-Robert de Hennin de Boussu Walcourt, auteur de 6 monographies sur la maison de Haynin (voir en bibliographie) et de la restauration du monument funéraire de Prosper de Hennin (1720-1804) à Boussu lez Walcourt.
- Caroline de Hennin de Boussu Walcourt, consule de Suède à Bruxelles

## Alliances
Les principales alliances de la famille sont : Desmanet, Breyne (de), Bernard de Fauconval (de), Herwyn, Grand Ry (de), Hoeven, Daneau, Errembault du Maisnil et du Coutre, Wasseige (de), Braun de Ter Meeren, Meester de Heyndonck (de), Drion du Chapois, Havre (van), Donnea (de), Coninck de Merckem (de), Fallon, Dequesne, Helbig de Balzac, Robyns de Schneidauer, Terwangne (de), Visart de Bocarmé, Bosschaert de Bouwel, Mélot, Thibaut de Maisières, Werve de Schilde (van de), Paues, Meulemans, Taffelli, Dodemont, Laskoutoff, Madsen, Winter, Damiens, Ribaucourt (de), Hollenfeltz du Treux, Ceulemans, Silva.